# بخش چنگالپاتو
بخش چنگالپاتو (به انگلیسی: Chengalpattu district) یک منطقهٔ مسکونی در هند است که در تامیل‌نادو واقع شده‌است. بخش چنگالپاتو ۲٬۹۴۵ کیلومتر مربع مساحت و ۲٬۵۵۶٬۴۲۳ نفر جمعیت دارد.